# Charles Augustin Coulomb
Charles Augustin Coulomb (født 14. juni 1736, død 23. august 1806) var en fransk fysiker og ingeniør. Han fremsatte Coulombs lov. Senere viste Coulomb at tilsvarende lov også gælder for kraftvirkningen mellem to magnetiske poler. Coulomb udformede ydermere friktionslovene.
SI-enheden for elektrisk ladning, Coulomb er opkaldt efter ham.
1. ↑  Navnet er anført på bokmål og stammer fra Wikidata hvor navnet endnu ikke findes på dansk.
2. ↑  Navnet er anført på engelsk og stammer fra Wikidata hvor navnet endnu ikke findes på dansk.
3. ↑  Navnet er anført på engelsk og stammer fra Wikidata hvor navnet endnu ikke findes på dansk.
4. ↑  Navnet er anført på engelsk og stammer fra Wikidata hvor navnet endnu ikke findes på dansk.